# César Augusto Aguilar Puntriano
César Augusto Aguilar Puntriano (1971) es un zoólogo, herpetólogo, y profesor peruano.
Desarrolla actividades académicas y científicas en el Departamento de Herpetología del Museo de Historia Natural Javier Prado de la Universidad Nacional Mayor de San Marcos en Lima.

## Obra

### Algunos taxones descritos
- Epictia alfredschmidti Lehr, Wallach, Köhler & Aguilar, 2002
- Gastrotheca stictopleura Duellman, Lehr & Aguilar, 2001
- Noblella duellmani (Lehr, Aguilar & Lundberg, 2004)
- Nymphargus mixomaculatus (Guayasamin, Lehr, Rodríguez & Aguilar, 2006)
- Phrynopus barthlenae Lehr & Aguilar, 2002
- Phrynopus bufoides Lehr, Lundberg & Aguilar, 2005
- Phrynopus dagmarae Lehr, Aguilar & Köhler, 2002
- Phrynopus kauneorum Lehr, Aguilar & Köhler, 2002
- Phrynopus paucari Lehr, Lundberg & Aguilar, 2005
- Phrynopus pesantesi Lehr, Lundberg & Aguilar, 2005
- Phrynopus tautzorum Lehr & Aguilar, 2003
- Pristimantis aquilonaris Lehr, Aguilar, Siu-Ting & Jordán, 2007
- Pristimantis bellator Lehr, Aguilar, Siu-Ting & Jordán, 2007
- Pristimantis caeruleonotus Lehr, Aguilar, Siu-Ting & Jordán, 2007
- Pristimantis cruciocularis (Lehr, Lundberg, Aguilar & von May, 2006)
- Pristimantis flavobracatus (Lehr, Lundberg, Aguilar & von May, 2006)
- Pristimantis ornatus (Lehr, Lundberg, Aguilar & von May, 2006)
- Pristimantis pardalinus (Lehr, Lundberg, Aguilar & von May, 2006)
- Pristimantis sagittulus (Lehr, Aguilar & Duellman, 2004)
- Rhinella chavin (Lehr, Köhler, Aguilar & Ponce, 2001)

## Abreviatura (zoología)
La abreviatura Aguilar  se emplea para indicar a César Augusto Aguilar Puntriano como autoridad en la descripción y taxonomía en zoología.

## Literatura
- bo Beolens, michael Watkins, michael Grayson. 2013. The Eponym Dictionary of Amphibians. Pelagic Publishing, Exeter. ISBN 978-1-907807-41-1, p. 114